# Fl. 19,99
Fl. 19,99 is een Nederlandse film uit 1998. De film werd vertoond op het Filmfestival van Rotterdam en werd gemaakt in het kader van Route 2000, een initiatief van Motel Films en de VPRO.

## Verhaal
Een hotel in Amsterdam houdt een millennium-actie, door met de aanbieding voor maar 19,99 gulden een nacht te kunnen doorbrengen in het hotel.
Deze actie loopt storm en binnen de kortste keren zit het hotel bomvol.
De film concentreert zich vooral op een etage van het hotel, waar mensen af en aan komen, en men lief en leed ziet van deze personen.

## Rolverdeling
- Thomas Acda
- Jacqueline Blom
- Elsie de Brauw
- Leny Breederveld
- Tjebbo Gerritsma
- Albert de Haan
- Leo Hogenboom
- Micha Hulshof
- Michiel de Jong
- Peggy Jane de Schepper
- Peter Paul Muller
- Hero Muller
- Dimme Treurniet
- Jeroen Willems